# Pedraja

Lage von Pedraja

Die zentrale Plaza Major in Pedraja mit der Dorfschenke

Das Ärztehaus im Ort

Plan des Dorfes (nicht eingenordet, Norden liegt etwas rechts) auf einer Schautafel unweit der Plaza. Der eingezeichnete Fluss ist der Duero.

Pedraja (auch bekannt als Pedraja de San Esteban) ist ein spanisches Dorf, das zur Gemeinde San Esteban de Gormaz gehört. Das Dorf liegt in der Provinz Soria in der autonomen Gemeinschaft Kastilien und León. Der zuständige Gerichtsbezirk ist Burgo de Osma. Unmittelbar südlich des Dorfes verläuft der Fluss Duero. Zwischen dem Fluss und dem Ort liegt ein Wald mit nur einem verschlungenen Pfad zum Ufer. Daher ist der Duero aus der Sicht von Pedraja recht verdeckt gelegen und ist nicht landschaftsprägend.

## Geschichte
Bei der Volkszählung von 1879 hatte das Dorf 48 Einwohner.
Mit dem Sturz des Ancien Regime wurde in der Region Altkastilien die konstitutionelle Gemeinde San Esteban de Gormaz y Pedraja gegründet, die laut der Volkszählung von 1842 192 Haushalte und 876 Nachbarn hatte.
Im Jahr 1981 hatte der Ort noch 86 Einwohner. Die Zahl der Bewohner verringerte sich bis zum Jahre 2010 auf 27, davon 15 Männer und 12 Frauen.

## Infrastruktur

Die Kirche St. María Magdalena

Der Solarpark am Ostrand des Dorfes

Das Dorf verfügt über eine Dorfkirche St. María Magdalena, die am nördlichen Rand der Siedlungsfläche liegt. Die Kirche wurde vor einigen Jahren dank des Beitrags der Teresianer-Ordensschwester Delfina Macarrón, Tochter des Volkes, restauriert.
Im Zentrum liegt, wie in Dörfern Kastiliens üblich, der zentrale Platz, die Plaza Mayor. Hier gibt es eine Dorfschenke. Im zentralen Bereich befindet sich zudem ein Kindergarten sowie ein Ärztehaus, das aber nur wenige Stunden pro Woche geöffnet ist.
Nach Norden und Westen besteht eine Straßenanbindung an die Provinzstraße SO-P-4024 Carratera a Padraja de San Esteban, die heute nahe der Ortschaft als Umgehungsstraße um den Ort verläuft, in historischer Zeit aber durch diesen verlief.
Unmittelbar in Ortsrandlage östlich der Kirche liegt ein rund fünf Hektar großer Solarpark.

## Kulinarisches
Typisch für das Dorf sind die hausgemachten, in Wein getränkten Mehlgebäcke, die in den Landhäusern hergestellt werden.

## Trivia
Pedraja de San Esteban kann leicht verwechselt werden mit Pedrajas de San Esteban. Letzteres ist deutlich größer und liegt weiter westlich.